# Phuket (tỉnh)
Phuket (tiếng Thái: ภูเก็ต, phiên âm: Bu-két; tiếng Mã Lai: Talang hay Tanjung Salang) là một trong những tỉnh miền Nam của Thái Lan. Nó bao gồm đảo Phuket, hòn đảo lớn nhất của đất nước và 32 hòn đảo nhỏ khác ngoài khơi. Nó nằm ngoài khơi bờ biển phía tây Thái Lan trên biển Andaman. Đảo Phuket được kết nối bởi cầu Sarasin đến tỉnh Phang Nga ở phía bắc. Tỉnh gần nhất là Krabi, về phía đông qua Vịnh Phang Nga.
Thủ phủ tỉnh này là thành phố Phuket. Tỉnh này là một hòn đảo không có lãnh thổ giáp giới với đất liền Thái Lan. Tỉnh Phuket có diện tích 576 km2 (222 dặm vuông), ít hơn so với Singapore và là tỉnh nhỏ thứ hai của Thái Lan. Hòn đảo nằm trên một trong những tuyến giao dịch chính giữa Ấn Độ và Trung Quốc, và thường được đề cập trong nhật ký tàu nước ngoài của các thương nhân Bồ Đào Nha, Pháp, Hà Lan và Anh. Nó trước đây có được sự giàu có từ thiếc và cao su và bây giờ từ du lịch.

## Tên gọi
Có một số dẫn xuất có thể có của cái tên tương đối gần đây "Phuket" (trong đó các phiến đồ biểu thị một ph khát vọng). Một giả thuyết cho rằng nó bắt nguồn từ từ bukit (Jawi: بوكيت) trong tiếng Mã Lai có nghĩa là "ngọn đồi", vì đây là những gì hòn đảo xuất hiện từ xa.
Phuket trước đây được biết đến với tên gọi là Thalang (ถลาง; Tha-Laang), có nguồn gốc từ "telong" tiếng Mã Lai cũ (Jawi: تلوڠ) có nghĩa là "áo choàng". Huyện phía bắc của tỉnh, nơi từng là thủ đô cũ, vẫn sử dụng tên này. Trong các nguồn và biểu đồ điều hướng của phương Tây, nó được biết đến với cái tên Jung Ceylon hoặc Junkceylon (một dạng thay đổi của Malay Tanjung Salang, tức là "Mũi Salang").

## Con dấu
Con dấu là một mô tả của Đài tưởng niệm Hai nữ anh hùng dọc theo Quốc lộ 402 ở Phuket. Điều này tưởng nhớ hai chị em Thao Thep Krasnattri và Thao Si Sunthon, những người đã giúp bảo vệ tỉnh khỏi cuộc xâm lược của người Miến Điện trong cuộc Chiến tranh Xiêm-Miến năm 1785. Năm 1785, quân đội Miến Điện đang chuẩn bị tấn công Phuket. Thống đốc quân sự của tỉnh này vừa qua đời, do đó người Miến Điện nghĩ rằng hòn đảo có thể dễ dàng bị chiếm giữ. Nhưng Khun Jan, góa phụ của thống đốc quá cố và chị gái của cô, Khun Mook, đã ra lệnh cho các phụ nữ của hòn đảo ăn mặc như những người lính và đảm nhận vị trí chiến đấu trên các bức tường thành phố Thalang. Người Miến đã ngừng cuộc tấn công của họ do lo ngại sức mạnh của đội phòng thủ Phuket. Thiếu lương thực, họ rút lui. Hai người phụ nữ trở thành nữ anh hùng địa phương. Họ đã nhận được các danh hiệu danh dự, Thao Thep Kasatri và Thao Sri Sunthon, từ Vua Rama I.
Con dấu là một vòng tròn được bao quanh bởi một mô hình kranok cho thấy sự dũng cảm của các nhà lãnh đạo ở tỉnh Phuket. Con dấu đã được sử dụng từ năm 1985.

## Lịch sử

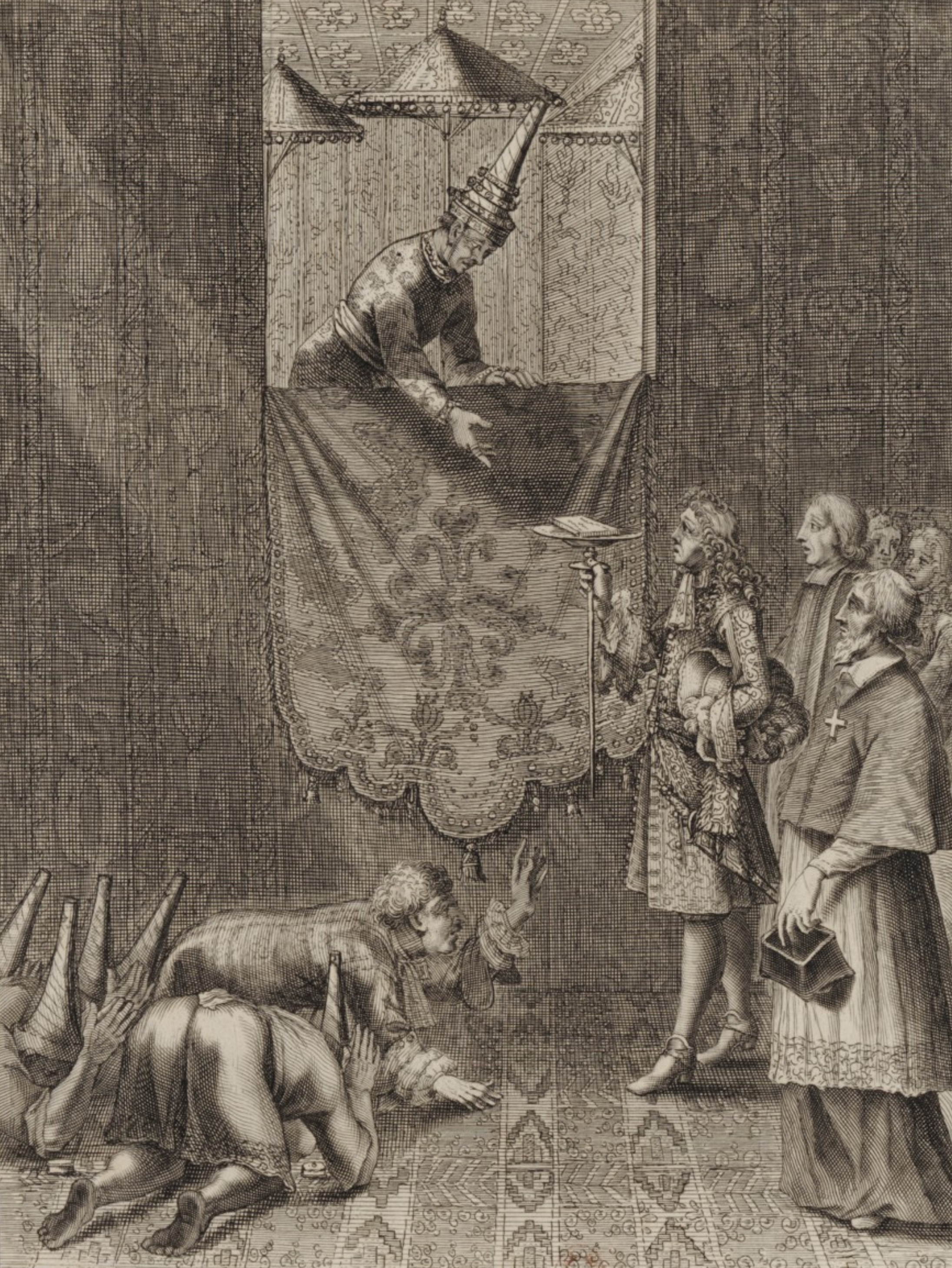
Đại sứ Pháp Chevalier de Chaumont cùng với vua Narai.

Nhà thám hiểm người Bồ Đào Nha, ông Fernão Mendes Pinto đến Xiêm năm 1545. Các tài liệu của ông về đất nước này vượt ra ngoài vương quốc Ayutthaya và bao gồm một tài liệu chi tiết hợp lý về các cảng ở phía nam Vương quốc. Pinto là một trong những nhà thám hiểm châu Âu đầu tiên mô tả chi tiết về Phuket trong các tài khoản du lịch của mình. Ông gọi hòn đảo này là Junk Ceylon, một cái tên mà người Bồ Đào Nha sử dụng cho đảo Phuket trong bản đồ của họ. Junk Ceylon được nhắc đến bảy lần trong nguồn của Mendes Pinto. Pinto nói rằng Junk Ceylon là một cảng đích nơi các tàu buôn bán thường xuyên dừng lại để cung cấp và cung cấp. Tuy nhiên, vào giữa thế kỷ 16, hòn đảo đã suy tàn do cướp biển, chúng thường là xuất hiện ở những vùng biển động và không thể đoán trước, điều này đã ngăn cản các tàu buôn đến thăm Junk Ceylon. Pinto đã đề cập đến một số thành phố cảng đáng chú ý khác trong các nguồn của mình, bao gồm Patani và Ligor, đó là Nakhon Si Thamarat ngày nay.
Vào thế kỷ 17, người Hà Lan, tiếng Anh và sau thập niên 1680, người Pháp đã cạnh tranh để có cơ hội giao dịch với đảo Phuket (lúc đó được gọi là "Jung Ceylon"), một nguồn tin phong phú. Vào tháng 9 năm 1680, một con tàu của Công ty Đông Ấn thuộc Pháp đã đến thăm Phuket và rời đi với một hàng thiếc đầy đủ.
Một hoặc hai năm sau, Vua Xiêm Narai, tìm cách giảm ảnh hưởng của người Hà Lan và người Anh, chọn thống đốc của Phuket là một nhà truyền giáo y tế người Pháp, René Charbonneau, một thành viên của phái bộ Xiêm của Hội Thừa sai Paris. Charbonneau vẫn là thống đốc cho đến năm 1685.
Năm 1685, Vua Narai đã xác nhận sự độc quyền của người Pháp ở Phuket với đại sứ của họ, Chevalier de Chaumont. Chủ trước đây của Chaumont, Sieur de Billy, được mệnh danh là thống đốc của hòn đảo. Tuy nhiên, người Pháp đã bị trục xuất khỏi Xiêm sau cuộc cách mạng Xiêm năm 1688. Vào ngày 10 tháng 4 năm 1689, Desfarges đã dẫn đầu một cuộc thám hiểm để chiếm lại Phuket để khôi phục quyền kiểm soát của Pháp ở Xiêm. Sự chiếm đóng hòn đảo của ông không dẫn đến điều gì, và Desfarges trở lại Puducherry vào tháng 1 năm 1690.
Người Miến Điện tấn công Phuket năm 1785, Francis Light, một thuyền trưởng của Công ty Đông Ấn Anh đi qua đảo, thông báo cho chính quyền địa phương rằng ông đã quan sát thấy lực lượng Miến Điện chuẩn bị tấn công. Than Phu Ying Chan, vợ của thống đốc vừa qua đời và chị gái Mook đã tập hợp những gì lực lượng địa phương họ có thể làm được. Sau một cuộc bao vây kéo dài một tháng, người Miến Điện buộc phải rút lui vào ngày 13 tháng 3 năm 1785. Hai phụ nữ trở thành nữ anh hùng địa phương, nhận tước hiệu hoàng gia Thao Thep Kasattri và Thao Si Sunthon để thể hiện sự biết ơn từ vua Rama I. Dưới thời Vua Chulalongkorn (Rama V), Phuket trở thành trung tâm hành chính của các tỉnh phía Nam sản xuất thiếc. Năm 1933 Monthon Phuket bị giải thể và Phuket trở thành một tỉnh.

### Sóng thần năm 2004

Sóng thần đánh vào bờ biển Phuket, tháng 12 năm 2004

Vào ngày 26 tháng 12 năm 2004, Phuket và các khu vực lân cận khác trên bờ biển phía tây của Thái Lan đã bị thiệt hại khi họ bị một trận sóng thần gây ra bởi trận động đất ở Ấn Độ Dương. Sóng đã phá hủy một số khu vực đông dân cư trong khu vực, giết chết tới 5.300 người ở Thái Lan và hơn hai trăm ngàn người ở khắp khu vực châu Á. Khoảng 250 người được báo cáo đã chết ở Phuket, bao gồm cả khách du lịch nước ngoài. Hầu như tất cả các bãi biển lớn trên bờ biển phía tây của Phuket, đặc biệt là Kamala, Patong, Karon và Kata chịu thiệt hại lớn, với một số thiệt hại gây ra cho các khu nghỉ mát và làng mạc trên các bãi biển phía nam của hòn đảo. Khu vực chịu thiệt hại nặng nề nhất của Thái Lan là huyện Takua Pa của tỉnh Phang Nga phía bắc Phuket, nơi một ngàn hoặc nhiều công nhân Miến Điện xây dựng khu nghỉ dưỡng bãi biển mới đã chết.
Vào tháng 12 năm 2006, Thái Lan đã phóng chiếc phao đầu tiên trong số 22 phao phát hiện sóng thần được bố trí xung quanh Ấn Độ Dương như một phần của hệ thống cảnh báo khu vực. Các phao biển sâu liên kết với vệ tinh trôi nổi ngoài khơi 1.000 km (620 mi), gần giữa Thái Lan và Sri Lanka.

## Địa lý
Phuket là hòn đảo lớn nhất Thái Lan với diện tích gần 540 km², nằm ở biển Adaman thuộc miền Nam Thái Lan. Hòn đảo chủ yếu là núi với một dãy núi ở phía tây của đảo từ phía bắc đến phía nam. Phía Bắc Phuket giáp quần đảo Mergui của Myanmar, phía Tây giáp quần đảo Andaman của Ấn Độ. Dải bờ biển rộng lớn này với hàng trăm hòn đảo lớn nhỏ, vô số đỉnh núi, vách đá, hang động đang chờ đợi những cuộc thám hiểm, khai phá của du khách.
Mặc dù một số nghiên cứu địa lý gần đây đề cập đến các phần của Tenasserim Hills trong isthmus là "Phạm vi Phuket", những tên này không được tìm thấy trong các nguồn địa lý cổ điển. Ngoài ra, cái tên Phuket tương đối gần đây trước đây đã được đặt tên là Jung Ceylon và Thalang. Đảo này phần lớn là núi với một dãy núi ở phía tây của đảo chạy từ phía bắc xuống phía nam. Các núi của Phuket tạo thành phần Nam của dãy núi Phuket có phạm vi 440 km từ eo đất Kra. Điểm cao nhất của đảo là Mai Thao Sip Song (Twelve Canes), độ cao 529 m trên mực nước biển. Tuy nhiên, nó đã được báo cáo bởi các nghiên cứu áp suất khí quyển rằng có một độ cao thậm chí cao hơn (không có tên rõ ràng), ở độ cao 542 mét trên mực nước biển, trong các ngọn đồi Kamala phía sau thác nước Kathu.
Chiều dài của hòn đảo, từ bắc xuống nam, là 48 km (30 mi) và chiều rộng của nó là 21 km (13 mi).
Phuket cách thủ đô Bangkok khoảng 863 kilômét (536 mi) về phía nam và có diện tích 543 km2 (210 dặm vuông) không bao gồm các đảo nhỏ. Người ta ước tính rằng Phuket sẽ có tổng diện tích khoảng 576 km2 (222 dặm vuông) nếu bao gồm tất cả các hòn đảo xa xôi của nó. Các đảo khác là: Ko Lone 4,77 km2 (1,84 sq mi), Ko Maprao 3,7 km2 (1,4 sq mi), Ko Naka Yai 2,08 km2 (0,80 sq mi), Ko Racha Noi 3,06 km2 (1,18 sq mi), Ko Racha Yai 4,5 km2 (1,7 dặm vuông), và lớn thứ hai, Ko Sire 8,8 km2 (3,4 dặm vuông).
70% diện tích của Phuket được bao phủ bởi những ngọn núi trải dài từ Bắc đến Nam. 30 phần trăm còn lại là đồng bằng ở phần trung tâm và phía đông của đảo. Nó có tổng cộng chín suối và lạch, nhưng không có bất kỳ con sông lớn nào.
Các đồn điền rừng, cao su và dầu cọ chiếm 60% hòn đảo. Bờ biển phía tây có nhiều bãi cát trong khi bờ đông thì sình lầy. Gần điểm cực Nam là Laem Promthep (mũi Brahma), là một nơi ngắm cảnh hoàng hôn nổi tiếng. Ở vùng núi phía bắc của đảo là Khu bảo tồn cuộc sống hoang dã Khao Phra Thaeo, bảo vệ hơnn 20 km² rừng mưa nhiệt đới. Ba đỉnh cao nhất của khu bảo tồn này là Khao Prathiu (384 m), Khao Bang Pae (388 m) và Khao Phara (422 m). Vườn quốc gia Sirinat ở bờ biển tây bắc được thành lập năm 1981 và bảo vệ một khu vực rộng 90 km² (68 km² diện tích biển), bao gồm Bãi biển Nai Yang nơi loài rùa biển đẻ trứng.

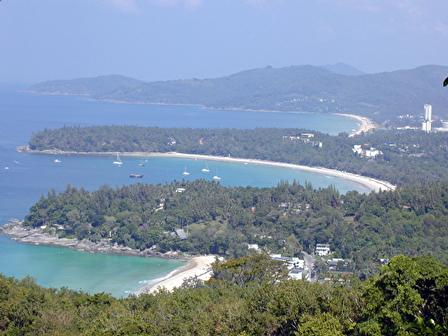
Bãi biển Kata

Một trong những khu vực du lịch nổi tiếng và đông đúc nhất của Phuket là Bãi tắm Patong ở bờ biển tây trung tâm, có lẽ nhờ vào lối đi dễ dàng đến bãi biển rộng và dài của nó. Hầu hết những cơ sở dịch vụ và mua sắm về đêm của Phuket là ở Patong, và khu vực này ngày càng phát triển. Patong có nghĩa là "rừng đầy lá chuối" trong tiếng Thái. Phía nam Patong có các bãi tắm đẹp khác như: Bãi tắm Karon, Bãi tắm Kata, Bãi tắm Kata Noi và ở mũi phía Nam của đảo có Bãi tắm Nai Han và Bãi tắm Rawai. Về phía bắc của Patong là Bãi biển Kamala, Bãi biển Surin và Bãi biển Bang Tao. Những khu vực này thường kém phát triển hơn nhiều so với Patong. Về phía đông nam là đảo Bon và về phía nam là một số đảo san hô. Quần đảo Similan nằm ở phía tây bắc và Quần đảo Phi Phi là một phần của tỉnh Krabi, ở phía đông nam.

## Các đơn vị hành chính

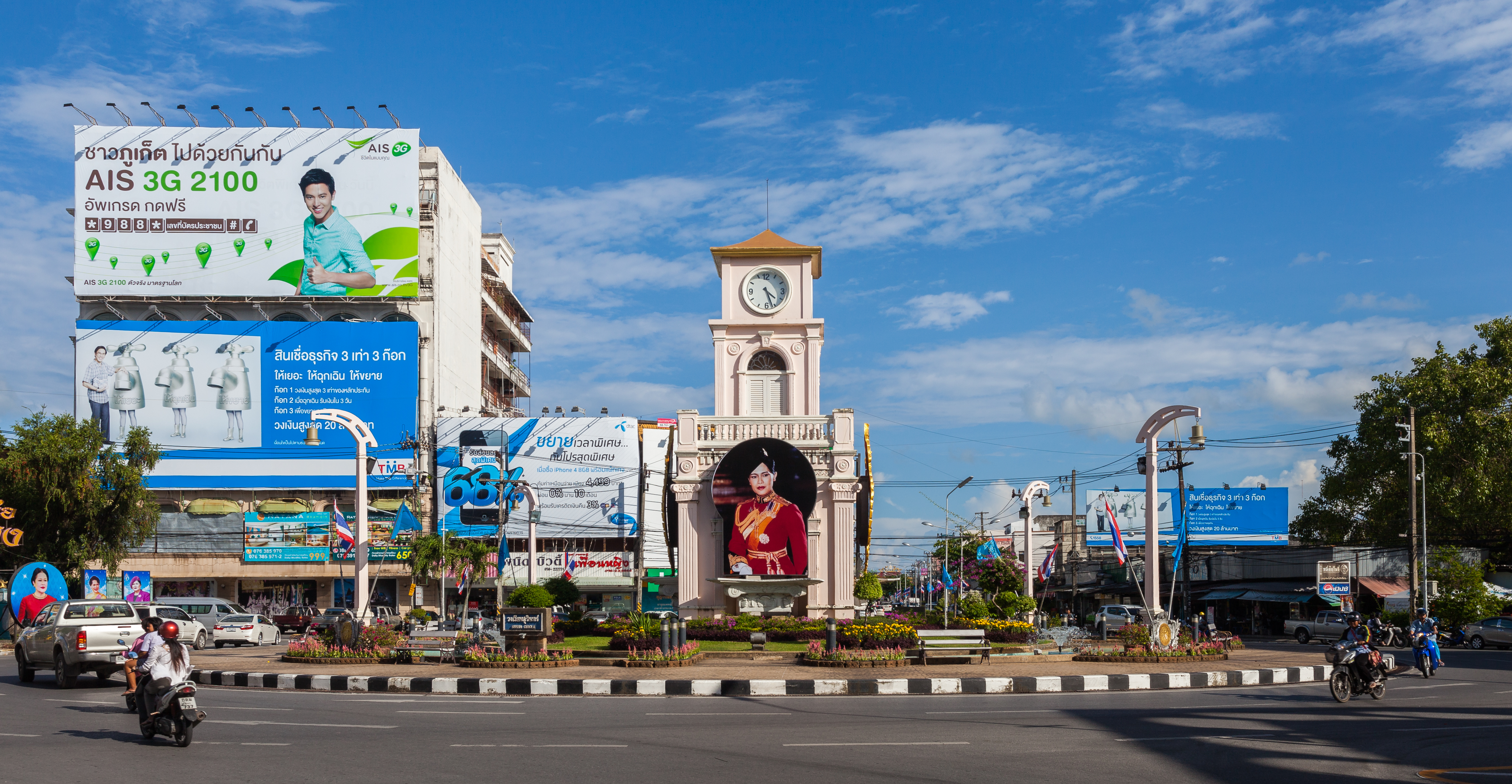
Vòng xoay Surin ở Phuket

Có chín khu vực thành phố (thesaban) trong tỉnh. Thủ đô Phuket có tình trạng thành phố (thesaban nakhon). Patong và Kathu có tình trạng thị trấn (thesaban mueang). Ngoài ra còn có sáu đô thị tiểu huyện (thesaban tambon): Karon, Thep Krasnattri, Choeng Thale, Ratsada, Rawai, và Doesit. Các khu vực phi thành phố được quản lý bởi chín tổ chức hành chính tambon (TAO).
Phuket có 3 đơn vị hành chính cấp huyện là: 
1. Thành phố Phuket.
2. Kathu.
3. Thalang.

Tỉnh có 6 quận lớn là Karon, Thep Krasattri, Choeng Thale, Ratsada, Rawai và Wichit.Dưới quận còn có 17 xã và 103 làng.

Bản đồ các amphoe, ba quận của Phuket
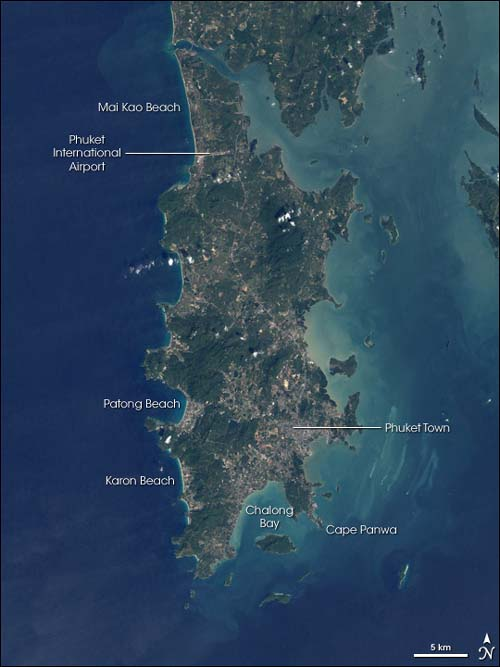
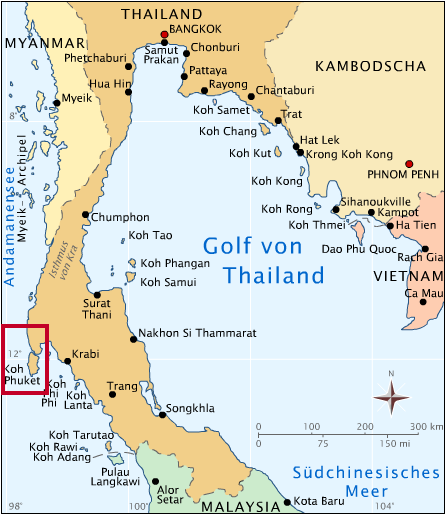

## Khí hậu
Theo phân loại khí hậu Köppen, Phuket có khí hậu nhiệt đới gió mùa (Am). Do sự gần kề của đảo với đường xích đạo, trong quá trình cả năm, có rất ít sự thay đổi về nhiệt độ. Thành phố có mức nhiệt độ cao trung bình hàng năm là 32 °C (90 °F) và mức thấp hàng năm là 25 °C (77 °F). Phuket có một mùa khô kéo dài từ tháng 12 đến tháng 3 và một mùa ẩm ướt kéo dài tám tháng còn lại. Tuy nhiên, giống như nhiều thành phố có khí hậu nhiệt đới gió mùa, Phuket nhìn thấy một số lượng mưa ngay cả trong mùa khô. Lượng mưa Phuket trung bình khoảng 2.200 mm (87 in).
| Dữ liệu khí hậu của Phuket (Mueang Phuket District) (1981–2010)                                       | Dữ liệu khí hậu của Phuket (Mueang Phuket District) (1981–2010) | Dữ liệu khí hậu của Phuket (Mueang Phuket District) (1981–2010) | Dữ liệu khí hậu của Phuket (Mueang Phuket District) (1981–2010) | Dữ liệu khí hậu của Phuket (Mueang Phuket District) (1981–2010) | Dữ liệu khí hậu của Phuket (Mueang Phuket District) (1981–2010) | Dữ liệu khí hậu của Phuket (Mueang Phuket District) (1981–2010) | Dữ liệu khí hậu của Phuket (Mueang Phuket District) (1981–2010) | Dữ liệu khí hậu của Phuket (Mueang Phuket District) (1981–2010) | Dữ liệu khí hậu của Phuket (Mueang Phuket District) (1981–2010) | Dữ liệu khí hậu của Phuket (Mueang Phuket District) (1981–2010) | Dữ liệu khí hậu của Phuket (Mueang Phuket District) (1981–2010) | Dữ liệu khí hậu của Phuket (Mueang Phuket District) (1981–2010) | Dữ liệu khí hậu của Phuket (Mueang Phuket District) (1981–2010) |
| Tháng                                                                                                 | 1                                                               | 2                                                               | 3                                                               | 4                                                               | 5                                                               | 6                                                               | 7                                                               | 8                                                               | 9                                                               | 10                                                              | 11                                                              | 12                                                              | Năm                                                             |
| --- | --------------------------------------------------------------- | --------------------------------------------------------------- | --------------------------------------------------------------- | --------------------------------------------------------------- | --------------------------------------------------------------- | --------------------------------------------------------------- | --------------------------------------------------------------- | --------------------------------------------------------------- | --------------------------------------------------------------- | --------------------------------------------------------------- | --------------------------------------------------------------- | --------------------------------------------------------------- | --------------------------------------------------------------- |
| Cao kỉ lục °C (°F)                                                                                    | 36.3 (97.3)                                                     | 36.7 (98.1)                                                     | 37.8 (100.0)                                                    | 37.8 (100.0)                                                    | 37.8 (100.0)                                                    | 35.8 (96.4)                                                     | 35.0 (95.0)                                                     | 35.5 (95.9)                                                     | 35.0 (95.0)                                                     | 35.3 (95.5)                                                     | 34.8 (94.6)                                                     | 34.2 (93.6)                                                     | 37.8 (100.0)                                                    |
| Trung bình ngày tối đa °C (°F)                                                                        | 32.7 (90.9)                                                     | 33.6 (92.5)                                                     | 34.0 (93.2)                                                     | 33.9 (93.0)                                                     | 32.8 (91.0)                                                     | 32.4 (90.3)                                                     | 32.0 (89.6)                                                     | 32.0 (89.6)                                                     | 31.5 (88.7)                                                     | 31.5 (88.7)                                                     | 31.7 (89.1)                                                     | 31.7 (89.1)                                                     | 32.5 (90.5)                                                     |
| Trung bình ngày °C (°F)                                                                               | 28.1 (82.6)                                                     | 28.7 (83.7)                                                     | 29.2 (84.6)                                                     | 29.4 (84.9)                                                     | 28.8 (83.8)                                                     | 28.6 (83.5)                                                     | 28.2 (82.8)                                                     | 28.1 (82.6)                                                     | 27.5 (81.5)                                                     | 27.4 (81.3)                                                     | 27.7 (81.9)                                                     | 27.6 (81.7)                                                     | 28.3 (82.9)                                                     |
| Tối thiểu trung bình ngày °C (°F)                                                                     | 24.5 (76.1)                                                     | 24.9 (76.8)                                                     | 25.4 (77.7)                                                     | 25.8 (78.4)                                                     | 25.6 (78.1)                                                     | 25.5 (77.9)                                                     | 25.1 (77.2)                                                     | 25.3 (77.5)                                                     | 24.6 (76.3)                                                     | 24.5 (76.1)                                                     | 24.7 (76.5)                                                     | 24.4 (75.9)                                                     | 25.0 (77.0)                                                     |
| Thấp kỉ lục °C (°F)                                                                                   | 19.5 (67.1)                                                     | 18.6 (65.5)                                                     | 20.0 (68.0)                                                     | 20.5 (68.9)                                                     | 21.2 (70.2)                                                     | 21.9 (71.4)                                                     | 20.5 (68.9)                                                     | 21.1 (70.0)                                                     | 21.1 (70.0)                                                     | 20.5 (68.9)                                                     | 20.3 (68.5)                                                     | 18.4 (65.1)                                                     | 18.4 (65.1)                                                     |
| Lượng mưa trung bình mm (inches)                                                                      | 30.3 (1.19)                                                     | 23.9 (0.94)                                                     | 73.5 (2.89)                                                     | 142.9 (5.63)                                                    | 259.5 (10.22)                                                   | 213.3 (8.40)                                                    | 258.2 (10.17)                                                   | 286.8 (11.29)                                                   | 361.2 (14.22)                                                   | 320.1 (12.60)                                                   | 177.4 (6.98)                                                    | 72.4 (2.85)                                                     | 2.219,5 (87.38)                                                 |
| Số ngày mưa trung bình                                                                                | 4.6                                                             | 3.1                                                             | 6.7                                                             | 11.8                                                            | 18.8                                                            | 18.2                                                            | 19.6                                                            | 19.0                                                            | 22.1                                                            | 22.5                                                            | 15.4                                                            | 9.3                                                             | 171.1                                                           |
| Độ ẩm tương đối trung bình (%)                                                                        | 70                                                              | 69                                                              | 71                                                              | 75                                                              | 79                                                              | 79                                                              | 79                                                              | 79                                                              | 82                                                              | 82                                                              | 79                                                              | 75                                                              | 77                                                              |
| Số giờ nắng trung bình tháng                                                                          | 235.6                                                           | 214.7                                                           | 204.6                                                           | 183.0                                                           | 151.9                                                           | 150.0                                                           | 151.9                                                           | 151.9                                                           | 108.0                                                           | 145.7                                                           | 174.0                                                           | 198.4                                                           | 2.069,7                                                         |
| Số giờ nắng trung bình ngày                                                                           | 7.6                                                             | 7.6                                                             | 6.6                                                             | 6.1                                                             | 4.9                                                             | 5.0                                                             | 4.9                                                             | 4.9                                                             | 3.6                                                             | 4.7                                                             | 5.8                                                             | 6.4                                                             | 5.7                                                             |
| Nguồn 1: Thai Meteorological Department:27                                                            |                                                                 |                                                                 |                                                                 |                                                                 |                                                                 |                                                                 |                                                                 |                                                                 |                                                                 |                                                                 |                                                                 |                                                                 |                                                                 |
| Nguồn 2: Office of Water Management and Hydrology, Royal Irrigation Department (sun and humidity):116 |                                                                 |                                                                 |                                                                 |                                                                 |                                                                 |                                                                 |                                                                 |                                                                 |                                                                 |                                                                 |                                                                 |                                                                 |                                                                 |

| Dữ liệu khí hậu của Phuket (Phuket International Airport) (1981–2010)                                 | Dữ liệu khí hậu của Phuket (Phuket International Airport) (1981–2010) | Dữ liệu khí hậu của Phuket (Phuket International Airport) (1981–2010) | Dữ liệu khí hậu của Phuket (Phuket International Airport) (1981–2010) | Dữ liệu khí hậu của Phuket (Phuket International Airport) (1981–2010) | Dữ liệu khí hậu của Phuket (Phuket International Airport) (1981–2010) | Dữ liệu khí hậu của Phuket (Phuket International Airport) (1981–2010) | Dữ liệu khí hậu của Phuket (Phuket International Airport) (1981–2010) | Dữ liệu khí hậu của Phuket (Phuket International Airport) (1981–2010) | Dữ liệu khí hậu của Phuket (Phuket International Airport) (1981–2010) | Dữ liệu khí hậu của Phuket (Phuket International Airport) (1981–2010) | Dữ liệu khí hậu của Phuket (Phuket International Airport) (1981–2010) | Dữ liệu khí hậu của Phuket (Phuket International Airport) (1981–2010) | Dữ liệu khí hậu của Phuket (Phuket International Airport) (1981–2010) |
| Tháng                                                                                                 | 1                                                                     | 2                                                                     | 3                                                                     | 4                                                                     | 5                                                                     | 6                                                                     | 7                                                                     | 8                                                                     | 9                                                                     | 10                                                                    | 11                                                                    | 12                                                                    | Năm                                                                   |
| --- | --------------------------------------------------------------------- | --------------------------------------------------------------------- | --------------------------------------------------------------------- | --------------------------------------------------------------------- | --------------------------------------------------------------------- | --------------------------------------------------------------------- | --------------------------------------------------------------------- | --------------------------------------------------------------------- | --------------------------------------------------------------------- | --------------------------------------------------------------------- | --------------------------------------------------------------------- | --------------------------------------------------------------------- | --------------------------------------------------------------------- |
| Cao kỉ lục °C (°F)                                                                                    | 35.5 (95.9)                                                           | 38.5 (101.3)                                                          | 37.5 (99.5)                                                           | 37.6 (99.7)                                                           | 37.7 (99.9)                                                           | 35.0 (95.0)                                                           | 34.2 (93.6)                                                           | 34.8 (94.6)                                                           | 34.4 (93.9)                                                           | 33.9 (93.0)                                                           | 36.1 (97.0)                                                           | 33.5 (92.3)                                                           | 38.5 (101.3)                                                          |
| Trung bình ngày tối đa °C (°F)                                                                        | 32.1 (89.8)                                                           | 33.1 (91.6)                                                           | 33.6 (92.5)                                                           | 33.4 (92.1)                                                           | 32.2 (90.0)                                                           | 31.7 (89.1)                                                           | 31.3 (88.3)                                                           | 31.2 (88.2)                                                           | 30.7 (87.3)                                                           | 30.8 (87.4)                                                           | 31.1 (88.0)                                                           | 31.2 (88.2)                                                           | 31.9 (89.4)                                                           |
| Trung bình ngày °C (°F)                                                                               | 27.0 (80.6)                                                           | 27.7 (81.9)                                                           | 28.3 (82.9)                                                           | 28.6 (83.5)                                                           | 28.4 (83.1)                                                           | 28.3 (82.9)                                                           | 27.9 (82.2)                                                           | 28.0 (82.4)                                                           | 27.3 (81.1)                                                           | 27.0 (80.6)                                                           | 26.9 (80.4)                                                           | 26.7 (80.1)                                                           | 27.7 (81.9)                                                           |
| Tối thiểu trung bình ngày °C (°F)                                                                     | 22.6 (72.7)                                                           | 22.8 (73.0)                                                           | 23.4 (74.1)                                                           | 24.2 (75.6)                                                           | 24.7 (76.5)                                                           | 24.9 (76.8)                                                           | 24.6 (76.3)                                                           | 24.9 (76.8)                                                           | 24.2 (75.6)                                                           | 23.8 (74.8)                                                           | 23.5 (74.3)                                                           | 22.9 (73.2)                                                           | 23.9 (75.0)                                                           |
| Thấp kỉ lục °C (°F)                                                                                   | 17.9 (64.2)                                                           | 17.1 (62.8)                                                           | 18.5 (65.3)                                                           | 20.2 (68.4)                                                           | 19.5 (67.1)                                                           | 19.6 (67.3)                                                           | 20.2 (68.4)                                                           | 18.9 (66.0)                                                           | 19.0 (66.2)                                                           | 20.8 (69.4)                                                           | 17.0 (62.6)                                                           | 18.9 (66.0)                                                           | 17.0 (62.6)                                                           |
| Lượng mưa trung bình mm (inches)                                                                      | 36.2 (1.43)                                                           | 27.2 (1.07)                                                           | 100.3 (3.95)                                                          | 154.0 (6.06)                                                          | 281.5 (11.08)                                                         | 256.8 (10.11)                                                         | 261.5 (10.30)                                                         | 329.8 (12.98)                                                         | 399.1 (15.71)                                                         | 353.4 (13.91)                                                         | 207.8 (8.18)                                                          | 67.4 (2.65)                                                           | 2.475 (97.44)                                                         |
| Số ngày mưa trung bình                                                                                | 6.2                                                                   | 4.1                                                                   | 7.9                                                                   | 12.9                                                                  | 20.2                                                                  | 18.9                                                                  | 20.3                                                                  | 20.2                                                                  | 22.8                                                                  | 23.3                                                                  | 16.6                                                                  | 10.0                                                                  | 183.4                                                                 |
| Độ ẩm tương đối trung bình (%)                                                                        | 76                                                                    | 74                                                                    | 76                                                                    | 80                                                                    | 82                                                                    | 82                                                                    | 82                                                                    | 82                                                                    | 84                                                                    | 86                                                                    | 83                                                                    | 79                                                                    | 81                                                                    |
| Số giờ nắng trung bình tháng                                                                          | 198.4                                                                 | 180.8                                                                 | 201.5                                                                 | 183.0                                                                 | 155.0                                                                 | 150.0                                                                 | 155.0                                                                 | 114.7                                                                 | 108.0                                                                 | 108.5                                                                 | 138.0                                                                 | 179.8                                                                 | 1.872,7                                                               |
| Số giờ nắng trung bình ngày                                                                           | 6.4                                                                   | 6.4                                                                   | 6.5                                                                   | 6.1                                                                   | 5.0                                                                   | 5.0                                                                   | 5.0                                                                   | 3.7                                                                   | 3.6                                                                   | 3.5                                                                   | 4.6                                                                   | 5.8                                                                   | 5.1                                                                   |
| Nguồn 1: Thai Meteorological Department:27–28                                                         |                                                                       |                                                                       |                                                                       |                                                                       |                                                                       |                                                                       |                                                                       |                                                                       |                                                                       |                                                                       |                                                                       |                                                                       |                                                                       |
| Nguồn 2: Office of Water Management and Hydrology, Royal Irrigation Department (sun and humidity):117 |                                                                       |                                                                       |                                                                       |                                                                       |                                                                       |                                                                       |                                                                       |                                                                       |                                                                       |                                                                       |                                                                       |                                                                       |                                                                       |

## Kinh tế

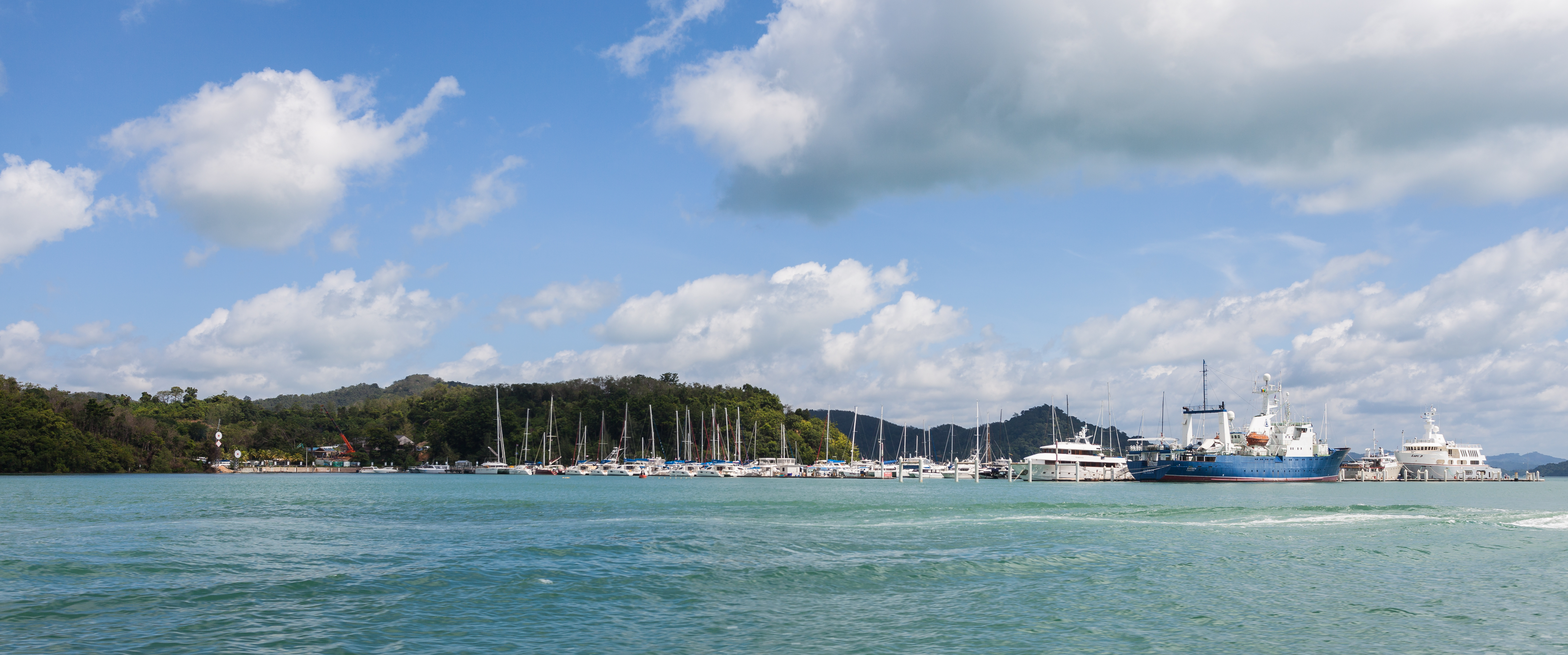
Cảng Ao Por ở Phuket

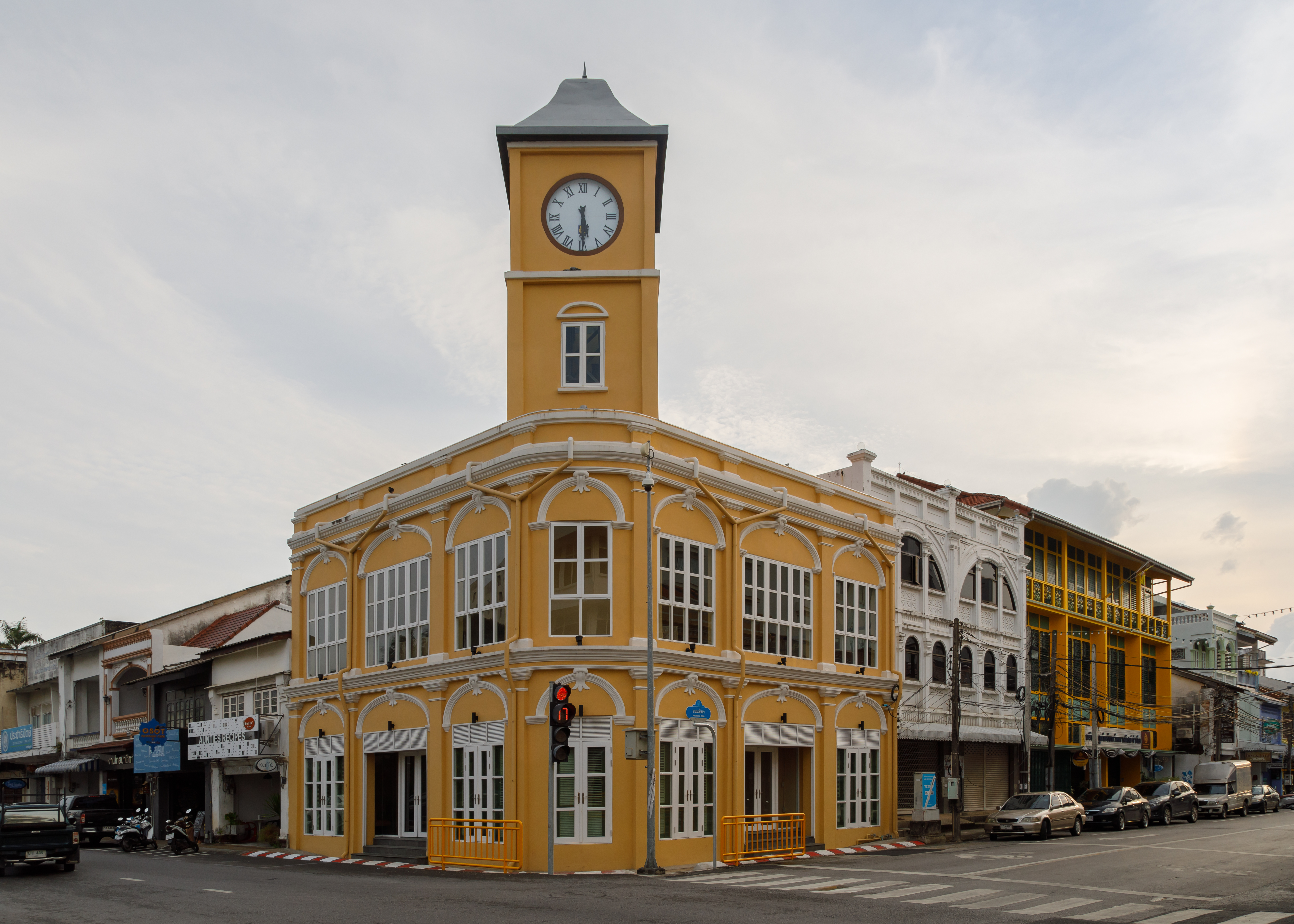
Kiến trúc Trung-Bồ Đào Nha ảnh hưởng đến nhiều tòa nhà ở Phuket.

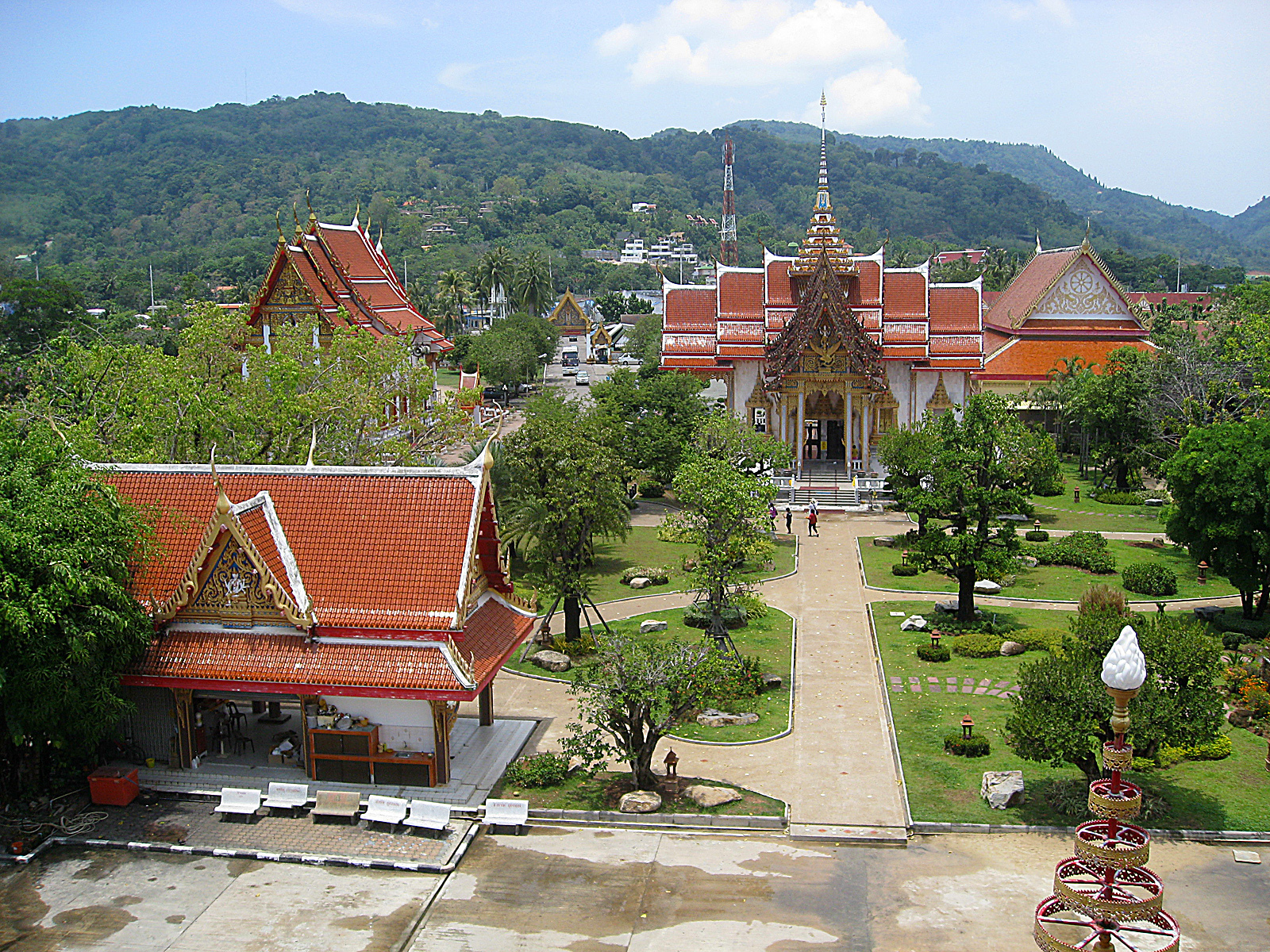
Wat Chalong

Từ thế kỷ 16, khai thác thiếc là một nguồn thu nhập chính của Phuket cho đến khi chấm dứt vào thế kỷ 20. Phần lớn các hoạt động kinh tế thời này do người Khách Gia (Trung Hoa) nắm giữ. Ngày nay ảnh hưởng của văn hóa và ẩm thực do người Hoa mang lại vẫn còn hiển hiện rõ ràng ở Phuket. Do giá thiếc giảm nên ngày nay kinh tế của đảo này chủ yếu là trồng cây cao su (biến Thái Lan trở thành nhà sản xuất cao su lớn nhất thế giới) và du lịch.
Từ những năm 1980, Phuket đã trở thành một trong những tuyến điểm du lịch chính hấp dẫn của Thái Lan nhờ những bờ biển đầy cát ở bờ biển phía tây của hòn đảo đã được phát triển thành các bãi tắm, với Patong, Karon và Kata là phổ biến nhất. Năm 2004, tỉnh này bị Thảm họa Sóng thần Ấn Độ Dương tàn phá, làm hư hỏng nhiều cơ sở du lịch nhưng đã được khôi phục. Phuket đang được phát triển mạnh mẽ, với nhiều khách sạn, căn hộ và nhà ở mới đang được xây dựng. Phuket có 60.000 phòng khách sạn cho 9,1 triệu du khách hàng năm. Vào tháng 7 năm 2005, Phuket đã được tạp chí Fortune bình chọn là một trong năm điểm đến trong tuổi nghỉ hưu hàng đầu thế giới.
Năm 2017, Phuket đã thu hút được khoảng 10 triệu du khách, hầu hết là người nước ngoài, du khách Trung Quốc là nguồn đóng góp hàng đầu. Khách du lịch đã tạo ra khoảng 385 tỷ baht doanh thu, gần 14% trong tổng số 2,77 nghìn tỷ baht mà cả nước kiếm được.

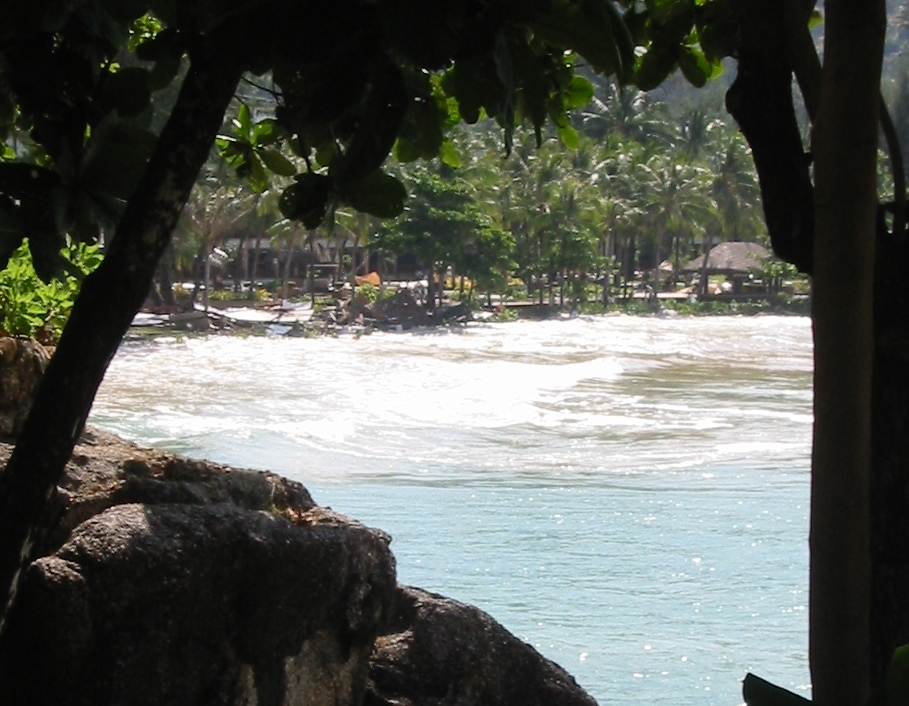
Bãi biển Kata Noi

## Nhân khẩu
Như với hầu hết Thái Lan, phần lớn dân số theo đạo Phật giáo, nhưng có một số lượng đáng kể người Hồi giáo (20%) ở Phuket, chủ yếu là hậu duệ của những người sống ở biển nguyên thủy của hòn đảo. Trong số những người Hồi giáo, nhiều người gốc Mã Lai. Người gốc Trung Quốc chiếm một dân số thậm chí còn lớn hơn, nhiều người trong số họ là hậu duệ của những người khai thác thiếc di cư đến Phuket trong thế kỷ 19. Peranakan, được gọi là "Phuket Babas" theo tiếng địa phương, tạo thành một phần công bằng của các thành viên cộng đồng Trung Quốc, đặc biệt là trong số những người có quan hệ gia đình với Peranakan của Penang và Malacca.
Dân số của nó là 249.446 vào năm 2000, tăng lên 525.709 trong tổng điều tra dân số năm 2010, tốc độ tăng trưởng cao nhất của tất cả các tỉnh trên toàn quốc với mức 7,4% hàng năm. Hiện tại có khoảng 600.000 người cư trú tại Phuket, trong số đó là người di cư, người nước ngoài quốc tế, người Thái đã đăng ký ở các tỉnh khác và người dân địa phương. Tuy nhiên, dân số đã đăng ký chỉ bao gồm những người Thái được đăng ký trong "sổ ba taban" hoặc sổ đăng ký nhà, hầu hết là không, và cuối năm 2012 là 360.905 người.
Dân số tỉnh Phuket trong tổng số sơ bộ của cuộc điều tra dân số năm 2010 được tính là 525.018 người, bao gồm khoảng 115.881 người nước ngoài, tương đương 21,1% dân số. Tuy nhiên, điều này được thừa nhận là không chính xác vì Văn phòng việc làm tỉnh Phuket hiện đang ghi nhận hơn 64.000 công nhân Miến Điện, Lào và Campuchia cư trú hợp pháp trên đảo. Con số thống kê dân số của Thái Lan năm 2015 cho thấy dân số Phuket là 386.605 người.
Số người trên đảo Phuket phình lên tới hơn một triệu người trong mùa cao điểm, vì khách du lịch, chủ yếu từ Tây Âu, Trung Quốc, Vương quốc Anh, Nga và Hoa Kỳ đổ về Phuket vào dịp Giáng sinh.

## Giao thông

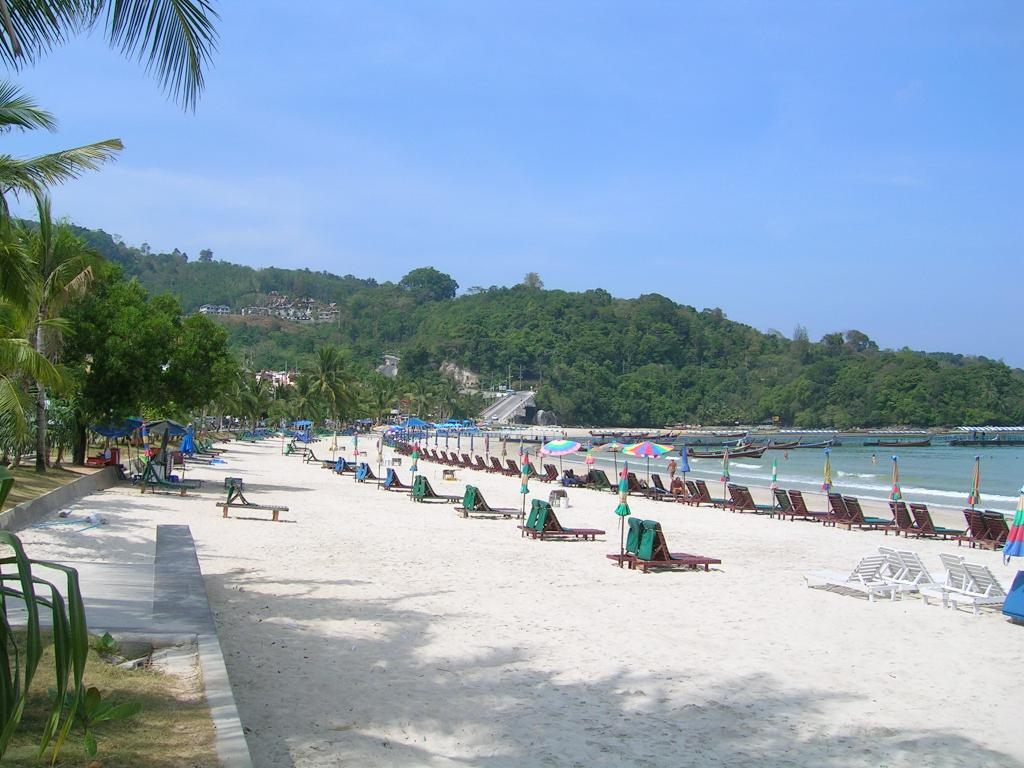
Bãi biển Patong

### Máy bay
Phuket có sân bay quốc tế Phuket nằm ở phía bắc đảo. Các chuyến bay quốc nội và quốc tế đến Phuket bao gồm nhiều hãng hàng không từ châu Á, Australia, châu Âu và Bắc Mỹ. Sân bay bắt đầu mở rộng với ngân sách 5,7 tỷ baht (185,7 triệu đô la Mỹ) vào tháng 9 năm 2012, dự kiến hoàn thành vào ngày 14 tháng 2 năm 2016. Sân bay sẽ tăng công suất xử lý hàng năm từ 6,5 triệu lên 12,5 triệu hành khách và thêm một nhà ga quốc tế mới.

### Đường bộ
Quốc lộ nội ô và ngoại ô được xem là tốt để phục vụ việc đi lại bao gồm các đường cao tốc chạy song song.

### Đường sắt
Không có tuyến đường sắt nào đến với Phuket, tuy nhiên du khách có thể đón xe lửa gần tỉnh Surat Thani cách Phuket 230 km.

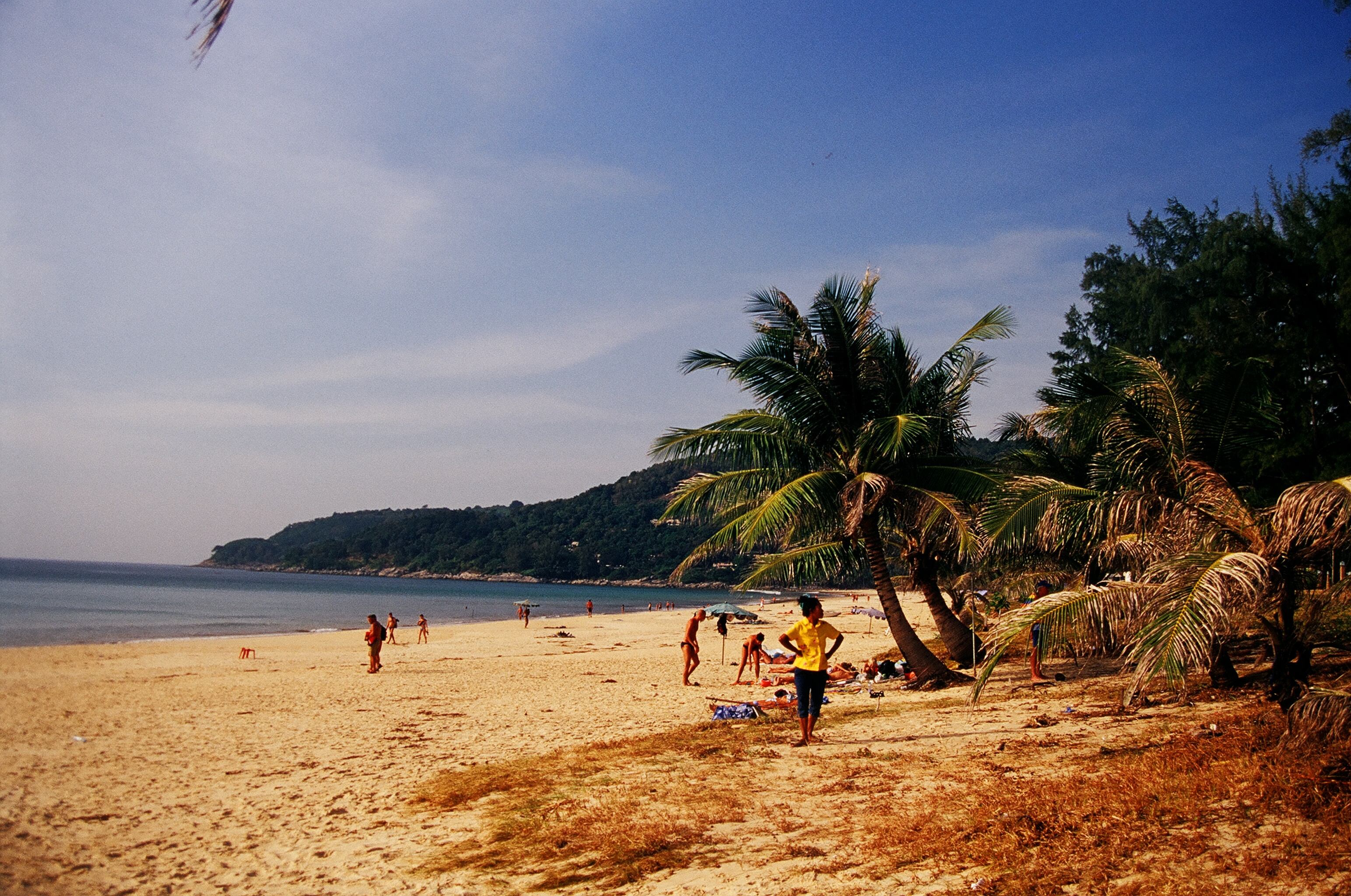
Bãi biển Karon

### Tàu thủy
Có rất nhiều chuyến tàu từ Phuket đi các đảo và ngược lại. Có những chuyến phà hàng ngày kết nối Phuket với các đảo lân cận Phi Phi và Koh Lanta. Phà khởi hành hàng ngày từ Bến tàu Rassada và Bến tàu Totto, với dịch vụ mở rộng mỗi năm. Giá trung bình cho một vé một chiều dao động từ 300 THB đến 1500 THB

### Xe lam (Songthaew)
Phương tiện du lịch phổ biến và được yêu thích của người Thái và du khách vì sự thuận tiện để đi đến các điểm tham quan và đi dạo quanh thành phố. Có thể tìm thấy trong thành phố tại tất cả con đường và được xem là phương tiện khá phổ biến. Xe lam của Phuket lớn hơn so với những gì được tìm thấy ở các khu vực khác của Thái Lan. Xe lam là phương thức vận chuyển rẻ nhất từ thị trấn này sang thị trấn khác. Tuyến chính là đi du lịch giữa thị trấn và bãi biển. Ngoài ra còn có dịch vụ xe buýt thông thường và taxi xe máy. Loại thứ hai được tìm thấy với số lượng lớn trong thị trấn chính và tại Bãi biển Patong. Xe tuk-tuk truyền thống đã được thay thế bằng xe tải nhỏ, chủ yếu là màu đỏ, với một số màu vàng hoặc xanh lá cây. Taxi xe ở Phuket khá đắt và tính giá bằng phẳng giữa các thị trấn. Xe buýt chạy riêng có sẵn từ sân bay đến Thị trấn Phuket và các bãi biển lớn. Nó thường được đề xuất bởi người dân địa phương để lấy công ty chia sẻ đi xe, Grab.

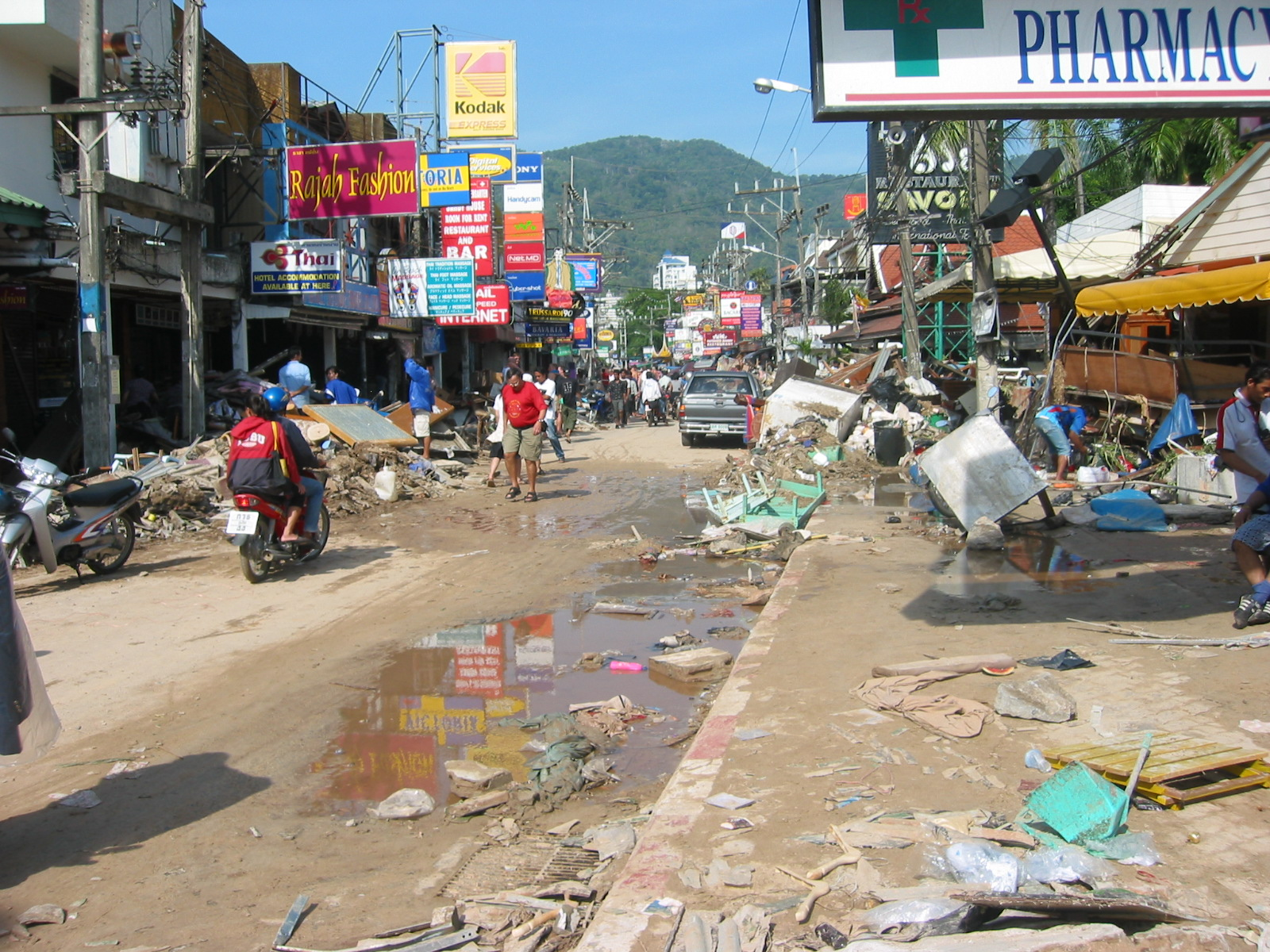
Thảm họa sóng thần Ấn Độ Dương

### Túc-túc
Khá phổ biến cho du khách thực hiện với cự ly ngắn.

### Xe buýt
Có các chuyến nối thủ đô Băng-cốc đến Phuket và các chuyến xe buýt nội ô. Trạm xe buýt 2 trạm BKS của Phuket là trung tâm đến đường dài cho xe buýt đến và đi từ Bangkok và các thành phố và tỉnh lớn khác của Thái Lan. Nằm cách 4 km về phía bắc của trung tâm thị trấn và cảng của Phuket, khu phức hợp rộng lớn và hiện đại, kết nối với giao thông bằng tuk-tuk, taxi có đồng hồ, taxi xe máy, xe lam hoặc xe buýt địa phương đến các bãi biển và khu nghỉ mát của đảo. Có xe buýt theo lịch trình hàng ngày từ các công ty tư nhân và chính phủ đi đến Phuket từ các ga Mo Chit và Nam của Bangkok.

### Xe điện
Cơ quan Giao thông nhanh Thái Lan (MRTA) tuyên bố vào năm 2018 rằng đấu thầu xây dựng mạng lưới xe điện đi qua 23 trạm, dài 60 km tại Phuket sẽ bắt đầu vào năm 2020. Xe điện 39 tỷ baht là một phần của Quan hệ đối tác công-tư của chính phủ (Kế hoạch PPP) đảm bảo nó sẽ được đi lại nhanh chóng. Tuyến đường theo kế hoạch trải dài từ huyện Takua Thung thuộc tỉnh Phang Nga đến Chalong ở Phuket. Giai đoạn một sẽ kết nối sân bay quốc tế Phuket với Chalong, khoảng 40 km. Sẽ mất ba năm để hoàn thành.

### Xe ôm
Xuất hiện rất nhiều tại các bãi biển, phổ biến nhất là bãi biển Patong.

## Điểm du lịch

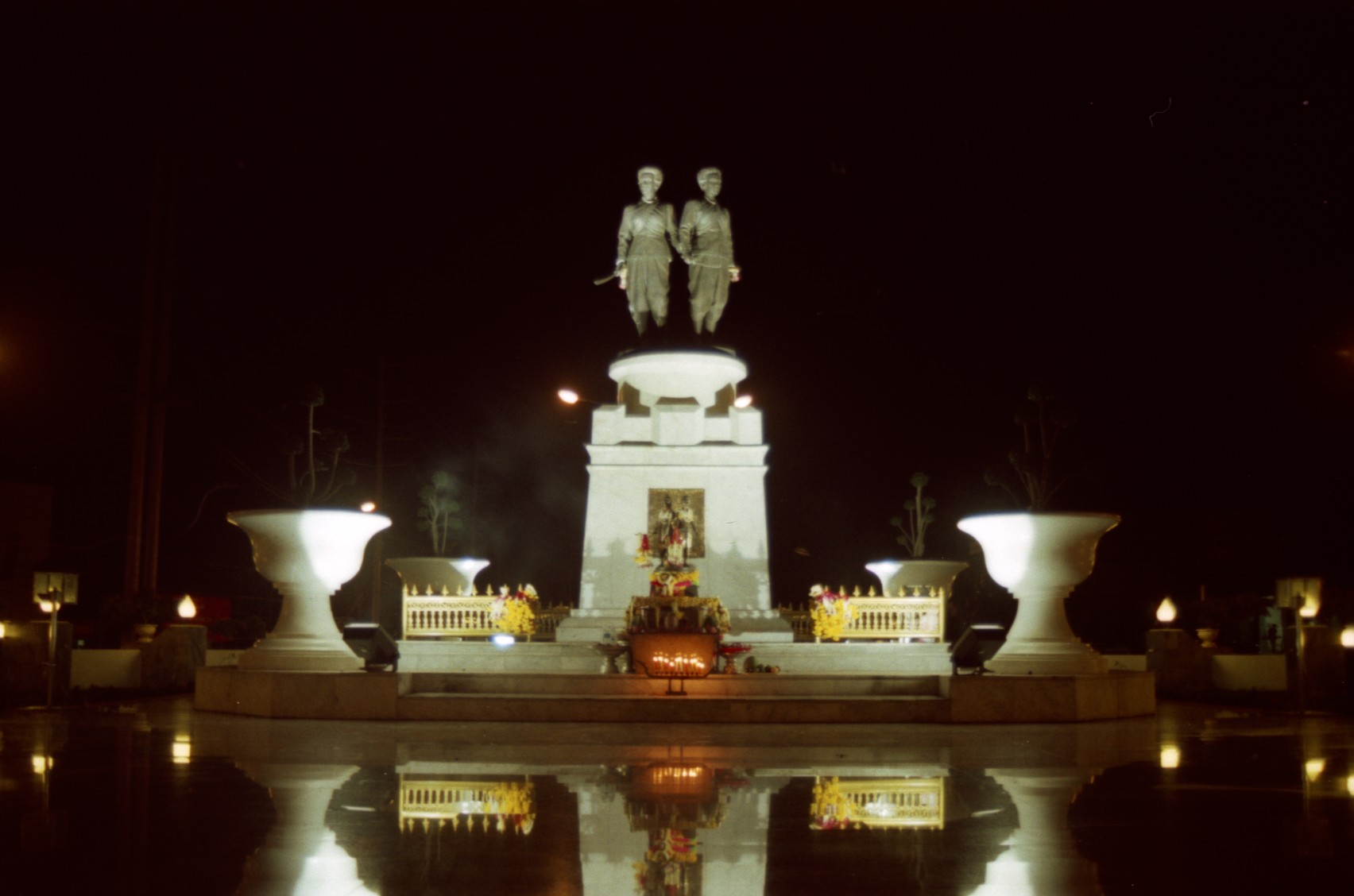
Đài tưởng niệm Thao Thep Kasattri và Thao Sri Sunthon ở Phuket

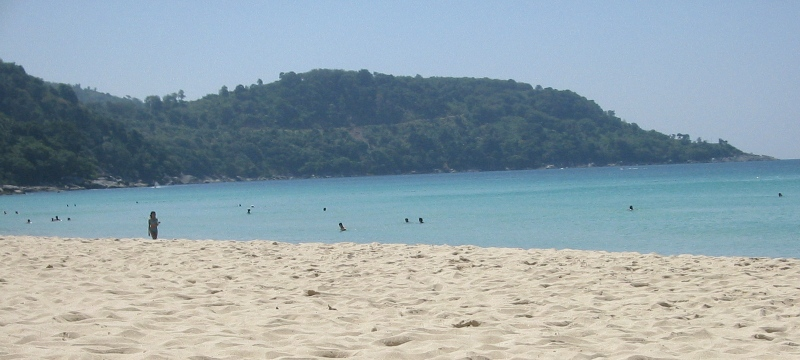
Bãi biển Kata Noi

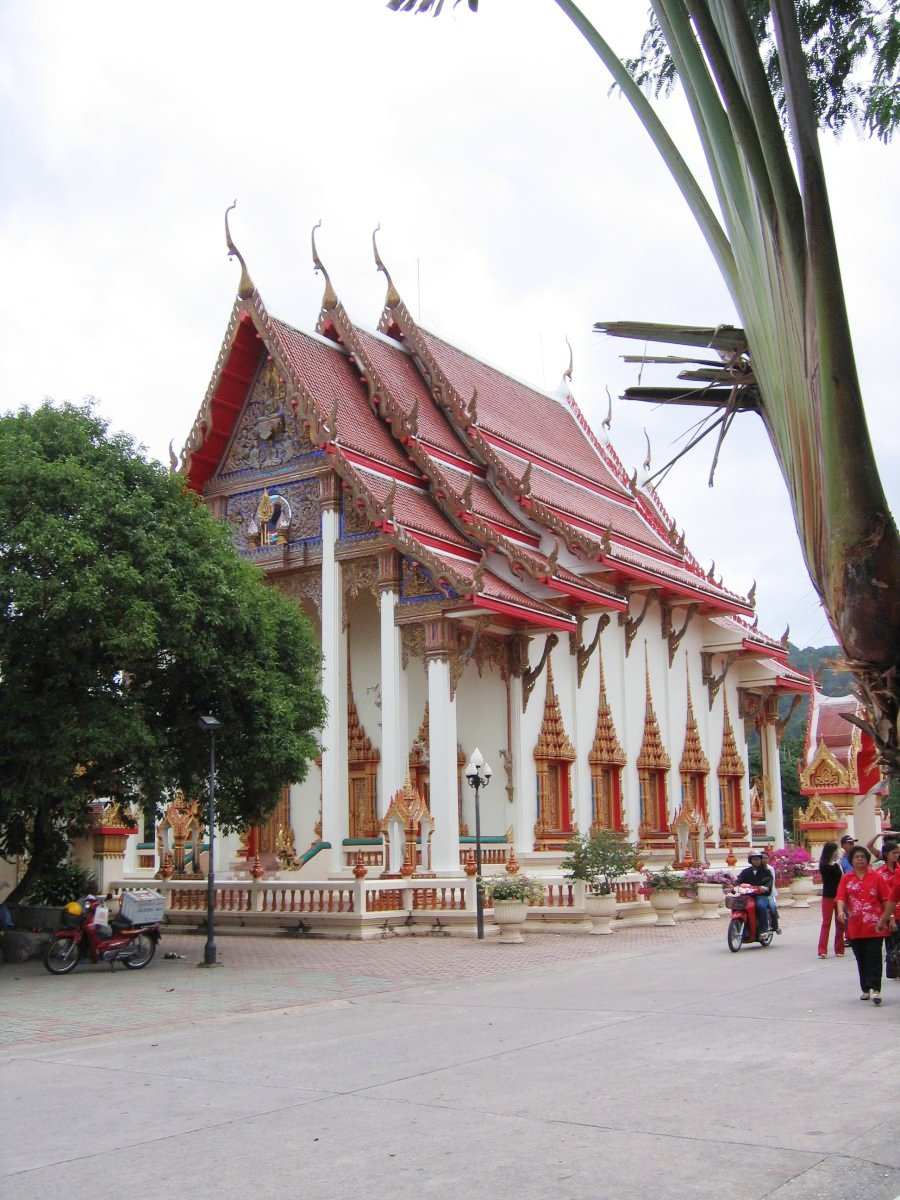
Wat Chalong

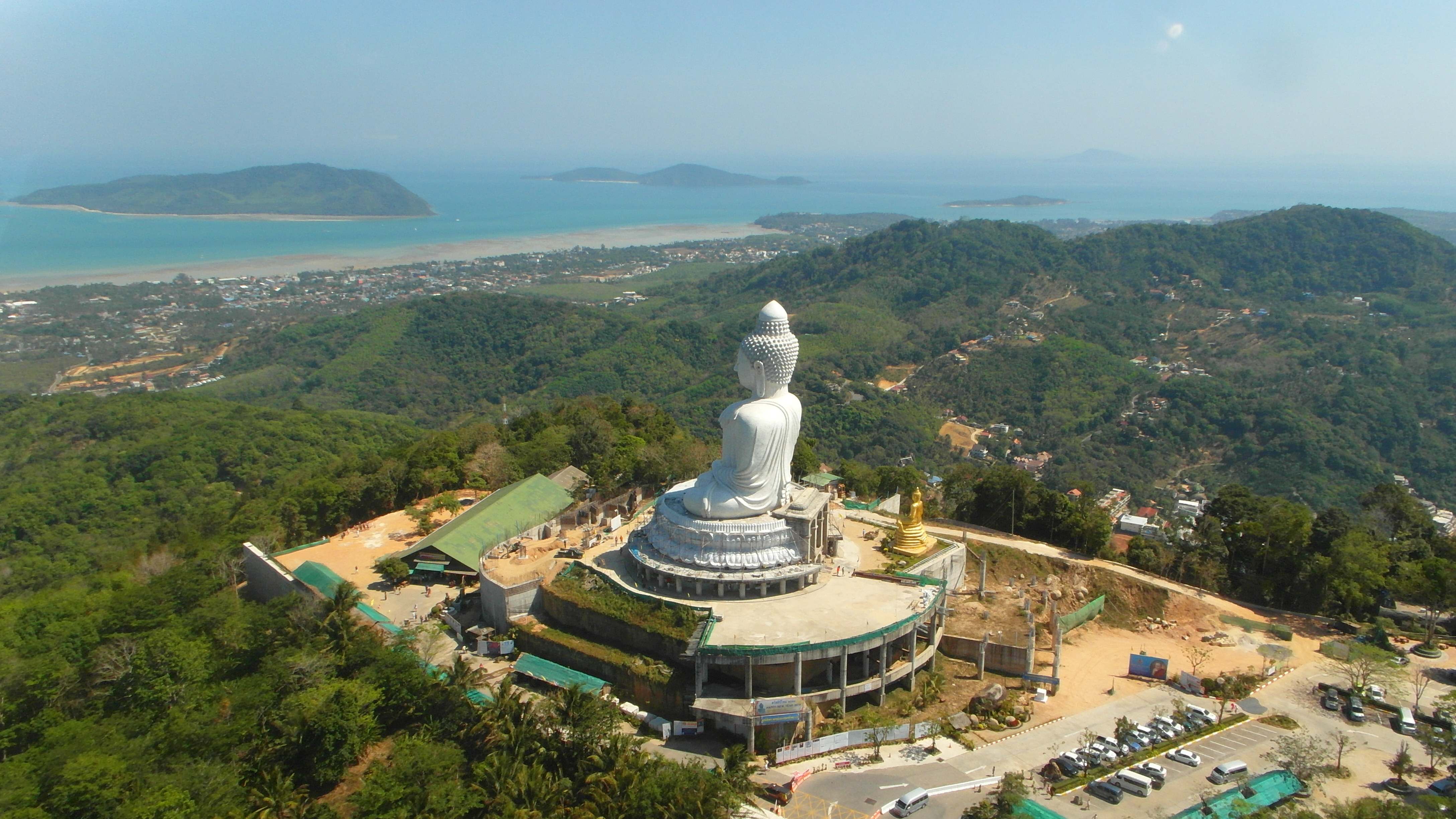
Tượng Phật lớn nhìn ra Phuket

- Tượng đài hai nữ anh hùng (อนุส วรีย์): là tượng đài ở huyện Thalang, một bức tượng tưởng niệm các nữ anh hùng Thao Thep Kasattri (Kunying Jan) và Thao Sri Sunthon (Mook), người đã tập hợp những người dân trên đảo vào năm 1785 để đẩy lùi những kẻ xâm lược Miến Điện. Khi thống đốc của hòn đảo vừa qua đời, tổ chức phòng thủ của Phuket chống lại cuộc xâm lược của Miến Điện năm 1785 được thực hiện bởi góa phụ của ông, Thao Thep Kasattri. Với sự giúp đỡ của chị gái, họ tập hợp những lực lượng mà họ có, sau đó cải trang phụ nữ địa phương thành những người lính nam, một mưu mẹo để đối phó với giặc Miến. Sau một tháng bị bao vây, quân xâm lược Miến Điện đã kiệt sức và rút lui. Vua Rama I đã trao tặng Kunying Jan với tước hiệu hoàng gia Thao Thep Kasattri.
- Bảo tàng Quốc gia Thalang (พิพิธภัณฑสถานแห่งชาติ ถลาง): nằm gần Đài tưởng niệm Hai phụ nữ anh hùng. Năm 1985, nhân kỷ niệm 200 năm Chiến tranh Thalang, Bảo tàng Quốc gia Thalang được thành lập. Bảo tàng chứa một cuộc triển lãm thường trực về cuộc sống ở Phuket cũ, những cổ vật cổ xưa, vẫn được phát hiện trên bờ biển và các vật liệu được sử dụng trong chiến tranh với Miến Điện.
- Bãi biển Patong (หาดป่าตอง): cách thành phố 15 km, đây được xem là nơi nổi tiếng của du lịch tình dục.
- Bãi biển Kamala, Hat Kamala: là một bãi biển rộng khoảng 16 km (10 dặm) về phía bắc của Bãi biển Patong. Bãi biển phát triển với các rạn san hô ở phía bắc và lướt sóng vào mùa thấp điểm. Đây là một bãi biển du lịch vào mùa cao điểm và một ngôi làng Hồi giáo bên bờ biển vắng vẻ vào mùa thấp điểm. Có một chợ vào tối thứ Tư và thứ Sáu, cũng như chợ thứ Bảy hàng tuần.
- Điểm ngắm cảnh (จุดชมวิว): nằm giữa hai bãi biển Nai Harn và Kata. Kata Noi, Kata, Karon và Ko Pu có thể được nhìn thấy từ vị trí này.
- Mũi Phromthep(แหลมพรหมเทพ): điểm cực nam đảo Phuket, nơi ngắm hoàng hôn nổi tiếng. "Phrom" là tiếng Thái có nghĩa là "Brahma" trong tiếng Hindu, biểu thị cho sự thuần khiết và "thep" là tiếng Thái của "Thần". Dân làng địa phương thường gọi mũi là "Laem Chao", hay Mũi của Chúa, và đó là một điểm mốc dễ nhận biết đối với những người đi biển đầu tiên đi lên Bán đảo Mã Lai.
- Bãi biển Kata(หาดกะตะ): cách thành phố 20 km, đây được xem là bãi biển sạch nhất Phuket, nó hoàn toàn yên tĩnh hơn Bãi biển Patong. Nó có một bãi tắm rất nổi tiếng chính là Bãi biển Kata Noi.
- Bãi biển Karon(หาดกะรน): cách thành phố 20 km, đây là bãi tắm trải dài với rất nhiều resort lớn. Bờ biển với cát trắng mịn và biển xanh ngắt luôn là nơi thu hút khách. Các khu nghỉ mát lớn nằm dọc theo con đường phía sau bờ biển, nhưng bãi biển rộng lớn không có sự phát triển. Điểm phía nam có một rạn san hô trải dài về phía Kata và đảo Poo. Ngoài ra còn có bãi biển nhỏ hơn của nó, Karon Noi.
- Chut Som Wiu (จุดชมวิว): Địa điểm nằm giữa Nai Han và bãi biển Kata. Từ Kata Noi, Kata và bãi biển Karon và đảo Ko Pu. Địa danh này được người dân cho là nơi để ngắm nhìn toàn cảnh Phuket đẹp nhất Thái Lan, từ nơi này có thể phóng tầm mắt ngắm nhìn toàn bộ các bãi tắm lớn nhỏ của Phuket.
- Wat Chalong (วัดฉลองหรือวัดไชยธาราราม): Ngôi chùa mang kiến trúc Trung Hoa này xây dựng năm 1876 dưới triều vua Rama V. Có 2 địa tháp là Luang Pho Chuang và Luang Pho Cham là 2 công trình tuyệt đẹp của chùa.
- Trang trại ngọc trai Phuket: nằm cách bờ biển phía đông của Phuket gần đảo dừa khoảng một km. Trang trại ngọc trai Phuket chỉ có thể được đến bằng thuyền.
- Trung tâm mở rộng và phát triển bảo tồn động vật hoang dã Khao Phra Thaeo (สถานีพัฒนาและส่งเสริมการอนุรักษ์สัตว์ป่าเขาพระแทว): Nhiệm vụ của nó là thúc đẩy và phân phối động vật hoang dã trong công viên động vật hoang dã Khao Phra Thaeo. Công viên có rừng và cũng bảo tồn một số động vật hoang dã đã bị tuyệt chủng ở Phuket.
- Ko Racha Yai hay Raya Yai (เกาะราชาใหญ่): Đảo nhỏ, tuy nhiên vắng và du khách ít lui tới.
- Vườn bướm và thế giới côn trùng Phuket (สวนผีเสื้อและโลกแมลงภูเก็ต): là một trong số rất ít vườn bướm còn lại ở Thái Lan.
- Phố cổ Phuket: ở thị trấn Phuket, xung quanh Thalang, Dibuk, Yaowarat, Phang Nga và Đường Krabi. Kiến trúc theo phong cách Trung-Bồ Đào Nha.
- Thủy cung Phuket: thu hút khoảng 300.000 du khách mỗi năm. Được thành lập vào năm 1983 như một phần của Trung tâm sinh học biển Phuket (PMBC), đây là một trạm nghiên cứu và giám sát thuộc Bộ Tài nguyên biển và ven biển (DMCR).

## Lễ hội

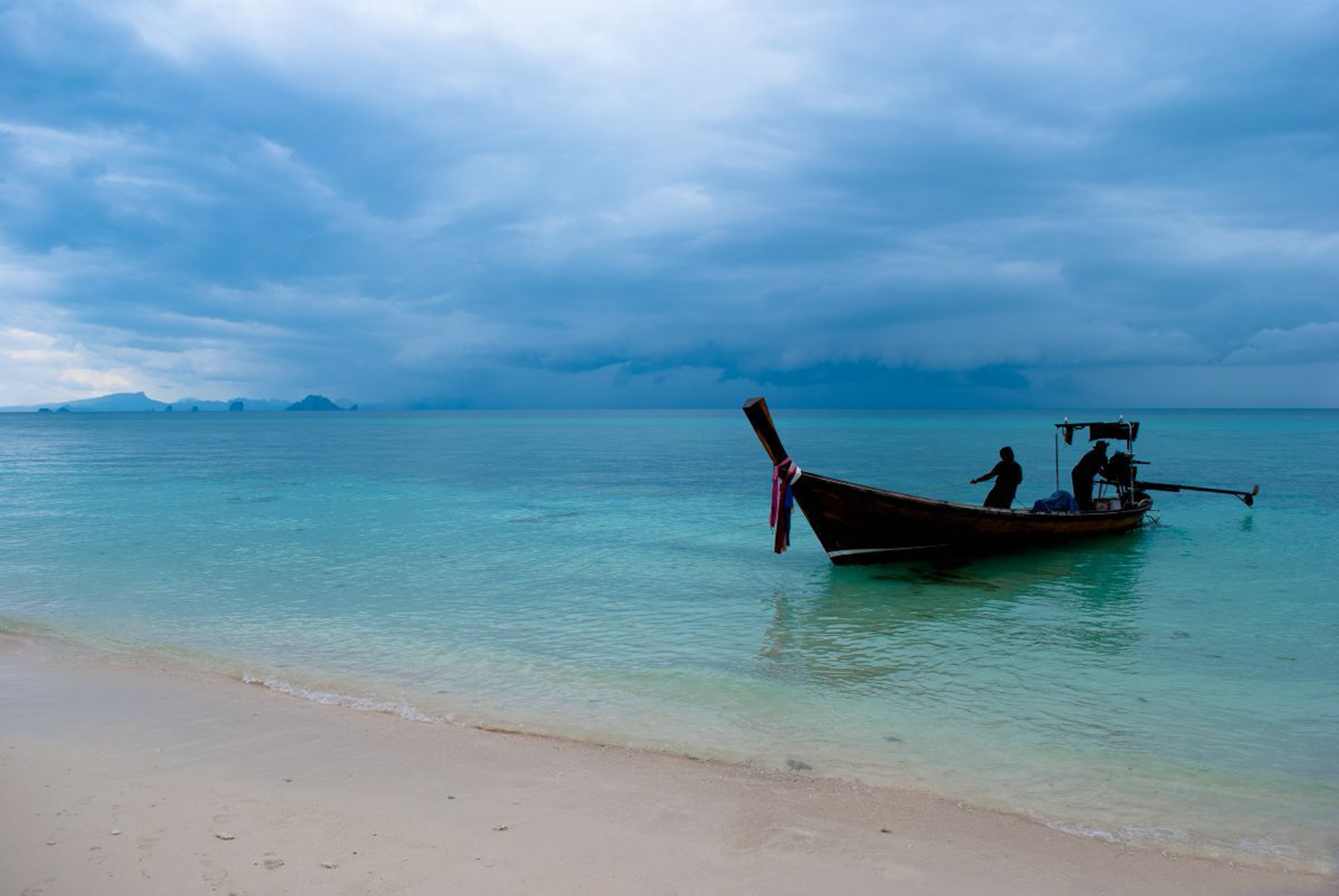
Đảo Ko Hae, Tỉnh Phuket

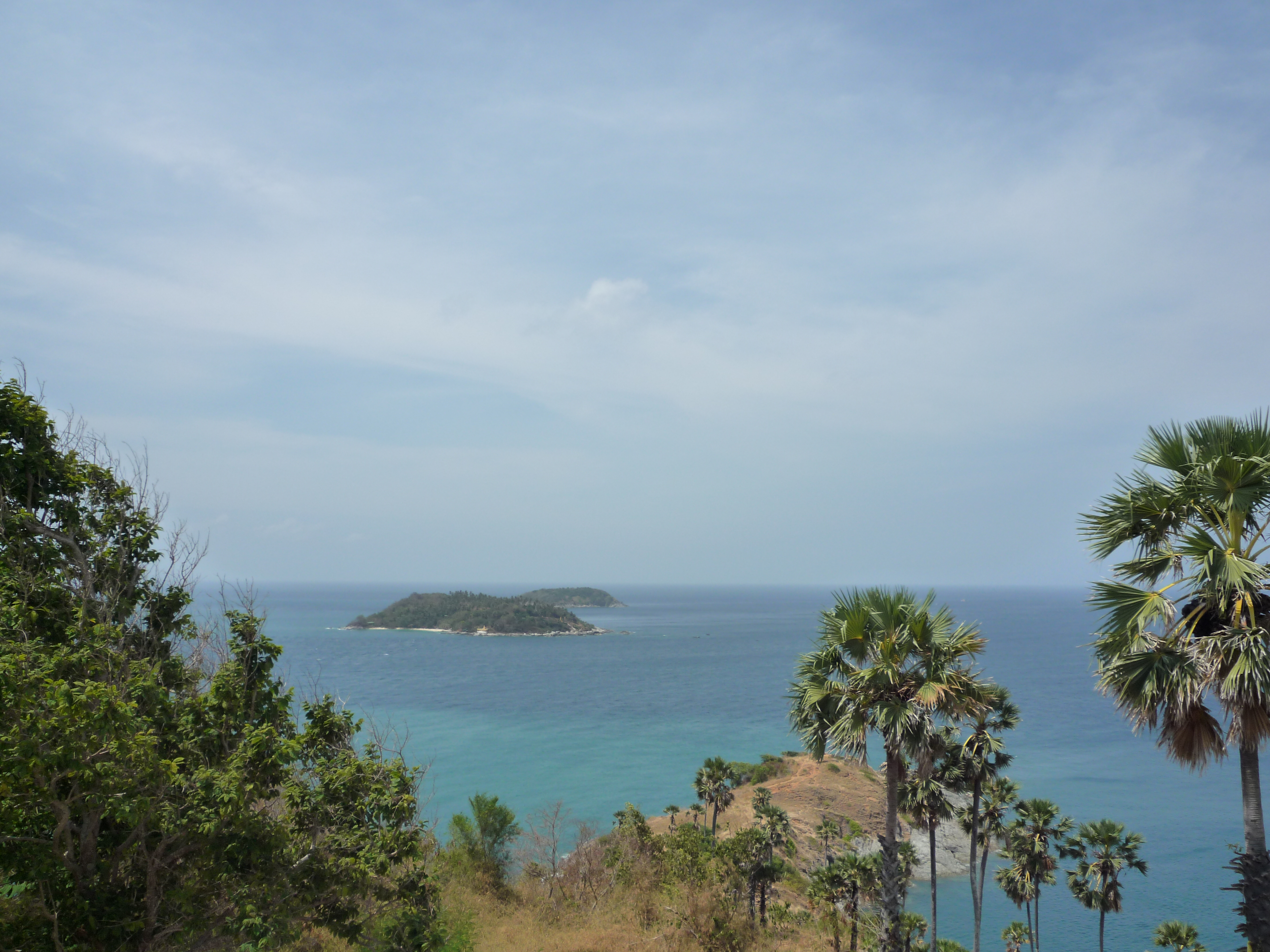
Mũi Phromthep và đảo Kaeo Yai

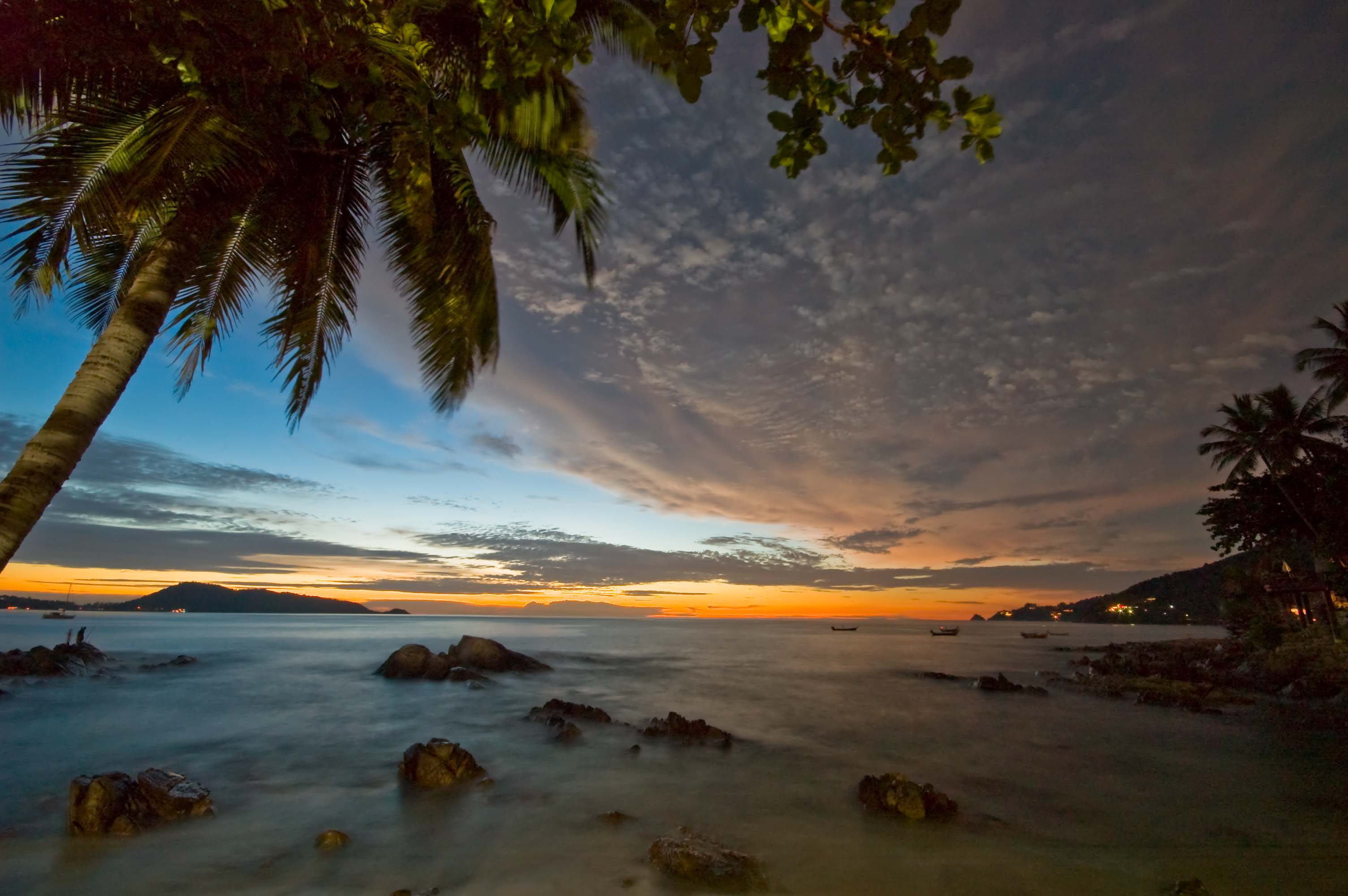
Bãi biển Patong lúc hoàng hôn

- Hội chợ Thao Thepkrasattri và Thao Sisunthon (งานท้าวเทพกระษัตรี - ท้าวศรีสุนทร): được tổ chức vào ngày 13 tháng 3 hàng năm để tưởng nhớ hai nữ anh hùng đã tập hợp người dân Thalang để đẩy lùi quân xâm lược Miến Điện.
- Lễ hội Hải sản (เทศกาลอาหารทะเล),: diễn ra vào tháng 5 hàng năm, đây là hoạt động lễ hội thu hút du khách nhất.
- Lễ hội ma hay Lễ hội Phó-touo (tiếng Trung Hoa Phúc Kiến: 普渡節). Tên đầy đủ là Û-lân-phûn Sēng-Huē (tiếng Trung Hoa Phúc Kiến: 盂蘭盆 勝): được tổ chức vào ngày giữa tháng 7 âm lịch của Trung Quốc. Lễ hội ma quỷ là tổ tiên. Các hoạt động bao gồm chuẩn bị thức ăn, đốt nhang và đốt giấy âm phủ, một dạng vật phẩm của papier-mâché như quần áo, vàng và các hàng hóa khác cho các linh hồn viếng thăm. Những người quá cố trong gia đình. Các lễ hội khác có thể bao gồm, mua và thả những chiếc thuyền giấy và đèn lồng thu nhỏ trên mặt nước, điều này biểu thị sự chỉ dẫn cho những linh hồn đã mất.
- Lễ hội ăn chay (เทศกาลกินเจ): diễn ra vào đêm trăng tròn tháng 10 hàng năm mang phong cách Trung Hoa, được tổ chức vào ngày đầu tiên của tháng 9 âm lịch (cuối tháng 9 hoặc đầu tháng 10). Người dân đảo Phuket có tổ tiên gốc Trung Quốc cam kết thực hiện chế độ ăn chay chín ngày, một hình thức thanh lọc được cho là giúp cho năm tới không gặp rắc rối. Lễ hội được đánh dấu bằng một số màn trình diễn khổ hạnh, bao gồm cả những chuyến đi bằng lửa và tăng dần.
- Phuket King’s Cup Regatta (งานแข่งเรือใบชิงถ้วยพระราชทาน): diễn ra vào tháng 12 hàng năm. Khu nghỉ mát Kata tổ chức du thuyền, phần lớn đến từ các quốc gia láng giềng tranh cúp.
- Ba môn phối hợp Laguna Phuket (ลากูน่าภูเก็ตไตรกีฬา): Cũng diễn ra vào tháng 12 với các hoạt động phong phú và đặc sắc. Cuộc thi ba môn phối hợp (bơi 1.800 mét (5.900 ft), cuộc đua xe đạp 55 km (34 dặm) và chạy 12 km (7,5 dặm) và chạy 6 km (3,7 dặm) thu hút các vận động viên từ khắp nơi trên thế giới.
- Hội chợ du lịch Phuket (เทศกาลเปิดฤดูการท่องเที่ยวจังหวัดภูเก็ต): diễn ra vào ngày 1 tháng 11 hàng năm, còn gọi là Lễ hội Patong, từ nơi diễn ra lễ kỷ niệm. Các cuộc diễu hành đầy màu sắc, các sự kiện thể thao và một cuộc thi sắc đẹp dành cho khách du lịch nước ngoài là những hoạt động chính. Một lễ hội nổi tiếng, lễ khai mạc Patong Carnival đã thu hút hơn 30.000 khách du lịch nước ngoài và Thái Lan.
- Lễ hội bơi thuyền Chao Le (งานประเพณีลอยเรือชาวเล) diễn ra vào Tết Trung Thu, thường rơi vào giữa tháng sáu và mười một âm lịch hàng năm. Các làng gypsy biển tại Rawai và Sapam tổ chức các nghi lễ của họ vào ngày 13; Ko Si-re kỷ niệm vào ngày 14; và Laem La (phía đông cây cầu trên mũi phía bắc của Phuket) vào ngày 15. Các nghi lễ, tập trung vào việc đặt những chiếc thuyền nhỏ tương tự như lễ hội Lợi Krathong của Thái Lan, được tổ chức vào ban đêm và mục đích của chúng là xua đuổi tà ác và mang lại may mắn.
- Tuần lễ xe đạp Phuket: là sự kiện xe máy lớn nhất ở châu Á. Người đi xe máy với xe máy của họ và du khách từ nhiều quốc gia tham gia sự kiện này hàng năm. Các sự kiện nổi bật bao gồm triển lãm xe máy, diễu hành xe đạp "Ride for Peace", các cuộc thi xe đạp tùy chỉnh, giải trí trực tiếp, cuộc thi Miss Bike Week, phụ kiện xe đạp và trang phục từ những người bán hàng trong nước và quốc tế.

## Ẩm thực
- Mì chiên hoặc Mì nấu (หมี่ผัดหรือหมี่น้ำแบบต่าง ๆ), thường được làm với thịt lợn hoặc thịt gà, có bán tại một số hiệu mì trong thành phố như Mi Ton Pho, Mi Sapam, Mi Ao Ke, Mi Hun Pa Chang, vv.
- Khanom Jeen (ขนมจีน), một kiểu mì ăn vào bữa sáng, thường được phục vụ cùng nước sốt cà-ri cay và rau sống.
- Nam Phrik Kung Siap (น้ำพริกกุ้งเสียบ) một hỗn hợp của ớt khô và tôm hun khói ăn với nhiều loại rau sống.
- Pad Kanaa Moo Grob là món xào súp-lơ xanh với thịt lợn rán giòn.
- Kao Man Gai (ข้าวมันไก่) là món cơm gà (thường được nấu với lá dứa) được bán tại một số quán nhỏ.
- Koit Diaow Rueah (Mì Thuyền) là món mì nấu với nước luộc và thịt trâu hầm nhừ, trước khi ăn cho thêm một ít tiết trâu tươi (tùy ý). Món mì này theo truyền thống được làm trên một con thuyền hàng.

## Thành phố kết nghĩa
Nice, Pháp (1989)
 Las Vegas, Hoa Kỳ (1997)
 Yantai, China (1997)
 Port Blair, Ấn Độ (2005)
 Hải Nam, Trung Quốc (2005)
 Nakhodka, Nga (2006)
 Toại Ninh, Trung Quốc (2016)